# Il tempo migliore della nostra vita
Il tempo migliore della nostra vita è un romanzo biografico di Antonio Scurati. Pubblicato nel 2015, è imperniato sulla vita di Leone Ginzburg.
Il libro ha vinto il Premio Selezione Campiello e il Premio Viareggio nel 2015.

## Trama
Il libro è composto di tre solchi narrativi: il primo e principale, racconta la vita e la morte di Leone Ginzburg, mentre i due filoni minori raccontano rispettivamente le vite di Antonio e Angela Scurati (nonni paterni dell'autore) e di Peppino e Ida Ferrieri (suoi nonni materni). Nell'arco che va dal 1909 al 1944, quando Leone Ginzburg era in vita, nessuno dei Ferrieri e nessuno degli Scurati lo ha mai incontrato, né sono venuti a contatto con persone vicine a Ginzburg; ne hanno condiviso però, a Milano e a Napoli, le vicende attinenti al regime fascista, alla seconda guerra mondiale e alla resistenza. Attraverso le tre storie, l'autore stabilisce una maggiore comunanza tra quelli che furono contemporanei, sebbene ignoti gli uni agli altri, rispetto al fatto di aver vissuto in epoche tanto diverse che anche l'appartenenza alla stessa famiglia non può cancellare la lontananza dal passato.

### Storia di Leone Ginzburg
Nato nel 1909 a Odessa sul Mar Nero, in una famiglia ebraica, il piccolo era probabilmente figlio naturale di Renzo Segrè, fratello di Maria, che aveva convinto la madre a venire in Italia l'anno precedente. Leone conoscerà assai poco la patria di origine, poiché, allo scoppio della prima guerra mondiale, quando è in vacanza in Toscana, la madre decide di affidarlo a Maria Segrè, per non esporlo alle fatiche di un viaggio attraverso nazioni in guerra. Nel 1919, la famiglia si ricongiungerà, ma sempre in Italia e con un periodo passato in Germania; non rivedranno più la Russia, divenuta URSS.
Nel 1923, la madre si trasferisce con Leone a Torino, mentre il padre rimane in Germania. Inserito nel prestigioso liceo Massimo D'Azeglio, il ragazzo, precocissimo, ha come compagni Cesare Pavese, Norberto Bobbio e Massimo Mila. Avvicina inoltre i giovani delle famiglie antifasciste, soprattutto ebraiche e, durante un viaggio a Parigi, conosce Gaetano Salvemini e Carlo Rosselli, i fondatori di Giustizia e libertà. L'adesione al gruppo è immediata, ma un'infelice azione, interrotta dai doganieri, porta all'arresto dell'amico Sion Segre Amar e alla fuga di Mario Levi, fratello maggiore di Natalia Levi. Il gruppo è perseguito in Italia e fuori, con molti arresti e condanne, Pavese, Mila, i Levi (padre e fratello di Mario) e Ginzburg con molti altri.
Questi avvenimenti sono dell'anno 1934, quando già Leone è libero docente di Letteratura Russa all'Università di Torino; il venticinquenne è stato tra i pochissimi a rifiutare il giuramento di fedeltà al fascismo, quindi non si aspetta clemenza dalle autorità. Ma la massa di arresti è opera di Dino Segre, un brillante scrittore noto come Pitigrilli, a lungo accolto regolarmente nelle famiglie ebraiche, impreparate a sospettare di quell'amico e parente. Così Pitigrilli arriva a consigliare la signora Lidia Levi, madre di Mario e Natalia, su come provvedere alle necessità dei congiunti in carcere, legge i quaderni della futura scrittrice e solo a stento, nel 1948, si scoprirà la sua rovinosa delazione, grazie a prove inconfutabili.
L'arresto di Leone si muta in due anni di carcere e due di confino; anni strappati al giovane intellettuale, il quale però non rimane inoperoso e, avendo fondato con Pavese e Giulio Einaudi una casa editrice, si prodiga per l'uscita di classici italiani e traduzioni di opere straniere. Innamorato di Natalia, solo al termine della sua condanna, potrà sposarla nel 1938 e averne subito due figli: Carlo e Andrea. È l'anno delle leggi razziali, volute dal regime fascista di Mussolini. E Leone, cittadino italiano fin dai diciotto anni, d'improvviso viene considerato un pericoloso ospite, privato della cittadinanza e spedito, quasi immotivatamente, al confino in Abruzzo.
Il confino dura, con pochissime licenze, fino al 1943, al momento dell'armistizio con Stati Uniti e Inghilterra. I Ginzburg hanno conosciuto una loro serenità, rimanendo uniti, mentre Leone è infaticabile nel lavoro per la Einaudi. Con la fine dello stato fascista, Leone si può portare a Roma per partecipare concretamente alla Resistenza, dopo aver riparato la famiglia a Torino. Ma, nel giro di qualche mese, è nuovamente arrestato dai nazi-fascisti, in mano ai quali è ancora la città. Mentre centinaia di ebrei vengono inviati ai campi di sterminio nel Nord occupato dai tedeschi, Ginzburg è trattenuto e ripetutamente torturato nel Carcere di Regina Coeli. Non crollerà mai, ma la sua vita non può reggere oltre e si spegne nel febbraio 1944, nell'infermeria del carcere, dopo aver scritto un'ultima volta a Natalia.

### Storia della famiglia Scurati
Antonio Scurati è nato nel 1900 a Cusano Milanino. Appartiene a una famiglia di ispirazione anarchica e socialista. All'età di venticinque anni, sposa la coetanea Angela Recalcati (sono nati a due giorni di distanza). Angela proviene da un paese limitrofo e la sua famiglia è di stampo contadino e cattolico. I due coniugi attendono il primo e unico figlio, Luigi, per ben sette anni. Poiché il regime fascista impone tasse sul celibato e si accinge a formulare anche una tassa sull'infecondità, la situazione degli Scurati non è tranquilla, fino alla nascita del piccolo. Antonio è un uomo generoso e ha rilevato la cartoleria gestita dal suo unico fratello, un invalido affetto da male degenerativo.
Nato nel 1933, il piccolo Luigi Scurati ha sette anni allo scoppio della guerra. Giorno dopo giorno, la città è bombardata e gli scolari come lui si adeguano alle circostanze fino a quando, avvenuto l'Armistizio, un giorno una fiumana di genitori viene a rilevare i piccoli dalla scuola. Uscito anch'egli, grazie al papà di una compagna, Luigi incappa in una via, dove alcuni uomini, tra i quali suo padre, sono al muro sotto il plotone di esecuzione. Il padre torna miracolosamente a casa a sera, però il ragazzino ormai sa che il fascismo e il nazismo sono cose malvagie, non come gli faceva credere la maestra. Quanto al padre, non ha mai fatto emergere la sua contrarietà al regime, proprio per non turbare la crescita del figlio. E finalmente la guerra finisce, ma non finiscono i sacrifici e si coltiva ogni ortaggio commestibile nel pezzetto di terra antistante la casa.
A diciassette anni, Luigi viene avviato al lavoro e incoraggiato a finire gli studi alle scuole serali. In seguito, concorre a un posto dirigenziale alla Rinascente e sale la gerarchia lavorativa. Inviato a Napoli, dapprima assume una giovane di nome Rosaria Ferrieri. Più tardi i due si innamorano e, dopo vari anni, si celebra il matrimonio alla presenza di un vasto parentado della sposa  e dei genitori Scurati venuti da Milano. Rosaria si licenzia e diviene casalinga e madre: nascono Marco nel 1968, e Antonio, l'autore del libro, nel 1969.

### Storia della famiglia Ferrieri
Giuseppe Ferrieri nasce a Napoli nel 1908, ultimo di sette figli. La famiglia è dedita al commercio di carne e quindi abbastanza agiata, ma, fin dall'infanzia, Giuseppe detto Peppino ha una grande passione per il teatro e impiega ogni suo sforzo per esibirsi. Questo lo porta a frequentare un ragazzo maggiore di lui, tale Antonio Clemente, che diverrà noto a tutto il mondo con il vezzeggiativo di Totò. Sempre più invaghito delle professioni teatrali, Peppino diviene anche intimo di una famiglia di artisti, i Guarino. Eppure, nonostante l'impegno, Peppino rimane sempre un dilettante e finisce con l'occuparsi di spettacoli di Pupi. Nella compagnia dei Guarino c'è un interprete di Pulcinella e c'è sua figlia Aspasia, la quale ha avuto da un anziano e spiantato gentiluomo, la figlia Ida Izzo. Di lei si innamora Peppino e quando la mette incinta, la famiglia Ferrieri non consente al matrimonio. Solo divenuto maggiorenne e espletato il servizio militare, Peppino sposa Ida; la sua famiglia però lo bandisce definitivamente.
Gli anni trascorrono in gravi ristrettezze, sia perché Ida non gradisce di fare teatro, sia per le continue nascite: dopo tre maschietti, è la volta di Maria e, nel 1942, di Rosaria. Costretti ad ammassarsi in un basso napoletano, i Ferrieri ben presto si dovranno separare a causa dei continui bombardamenti cui è sottoposta la città. Per campare, Peppino si adatta a macellare bestiame per il mercato nero. Nel duro dopoguerra i figli maggiori possono dare aiuto alla numerosa famiglia, ma un autentico spiraglio si apre quando, alla fine degli anni '50, Rosaria viene assunta alla Rinascente, di cui si apre una filiale. Il direttore è un milanese di nome Luigi Scurati. L'obbligo per i dipendenti della Rinascente di non avere rapporti personali con altri dipendenti è sulle prime un ostacolo all'amore tra i due giovani; ma con il trascorrere degli anni, la situazione prende una svolta ineludibile (Ida è incinta) e si va a celebrare il matrimonio, mentre le dimissioni della giovane sono inoltrate e accettate dalla direzione.

### Natalia
Dopo la morte di Leone, Natalia, a poco a poco, ne prende il posto alla Casa Editrice Einaudi. Madre di tre bimbi (nel 1942 è nata anche Alessandra), la donna ha già pubblicato qualche racconto, utilizzando un nome d'arte. Ma sarà con il cognome di Leone che esordirà ufficialmente e firmerà tutti i suoi scritti. Manterrà questo nome anche dopo il suo secondo matrimonio con Gabriele Baldini. Sarà per sempre Natalia Ginzburg

### Un epilogo
I protagonisti di queste tre storie non sono destinati ad incontrarsi. Hanno però vissuto da contemporanei, passando attraverso le imposizioni del fascismo, i gravissimi danni della guerra, il dopoguerra in cui, a stento, la società italiana ha potuto cambiare tra mille incertezze. Quando nascono i figli di Luigi Scurati e Rosaria Ferrieri, decenni dopo, nessuno ha veramente voglia di rivisitare il passato; quello che era scontato per la generazione precedente, deve invece essere ricercato con pazienza da chi, come il giovane Antonio Scurati, classe 1969, nella fanciullezza gaia e protetta, non poteva chiedere a genitori e nonni. Eppure le nonne continuavano a comportarsi come nell'economia di guerra, coltivando orti in cui le piante ornamentali non avevano diritto a stare, oppure si aspettavano che le vivande fossero consumate fino a pulire il piatto; ma parlare del passato era un fatto da evitare. Per questo, nella chiusura del suo libro, lo scrittore ha sentito il bisogno di ribadire la comunanza di vita tra le persone di cui ha narrato la storia, molto più salda di quella tra lui/noi, uomini di oggi e loro, uomini e donne che hanno vissuto la Storia.

## Edizioni
- Antonio Scurati, Il tempo migliore della nostra vita, Milano, Bompiani, 2015.